# 台湾民主自治同盟天津市委员会
台湾民主自治同盟天津市委员会，简称台盟天津市委、天津台盟，是台湾民主自治同盟在天津市的地方组织。